# Orthobula milloti
Orthobula milloti là một loài nhện trong họ Phrurolithidae.
Loài này thuộc chi Orthobula. Orthobula milloti được Lodovico di Caporiacco miêu tả năm 1949.